# Gens Pàpia
Pàpia (en llatí Papia gens) era el nom d'una una gens romana plebea d'origen samnita.
Durant les guerres samnites es menciona un Papi Brútul (Papius Brutulus) que va intentar convèncer els seus conciutadans de renovar la guerra contra els romans l'any 322 aC. Un Papi Mutil (Papius Mutilus) apareix a la guerra social l'any 90 aC com un dels caps samnites. Després de la guerra alguns Papis es van establir a Roma i un d'ells finalment va obtenir el consolat l'any 9. Els Papis romans estaven dividits en dues famílies, els Cels i els Mutil.
Personatges destacats de la família van ser:
- Gai Papi, tribú de la plebs el 65 aC
- Marc Papi Mutil, cònsol l'any 9